# Semioptera wallacii
El ave del paraíso de Wallace (Semioptera wallacii) es una especie de ave paseriforme de la familia Paradisaeidae. Fue descubierta en 1859 por George Robert Gray.

## Subespecies
Se reconocen las siguientes:
- S. wallacii wallacii Gray, GR, 1859 - en colinas y bosques montañosos de Bacan, en Molucas
- S. walacii halmaherae Salvadori, 1881 - en colinas y bosques montañosos de Halmahera, en Molucas.